# Danielle Graf
Danielle Graf (* 7. Dezember 1978 in Berlin) ist eine deutsche Autorin von Eltern-Ratgebern und Kinderbüchern und Podcasterin. Gemeinsam mit Katja Seide schreibt und spricht sie über die bindungs- und bedürfnisorientierte Begleitung von Kindern.

## Leben
Graf machte einen Abschluss als Rechts-Ökonomin (VWA) und ein Wirtschafts-Diplom Betriebswirt (VWA). An der Avans Hoogeschool absolvierte sie ein Studium zum Bachelor of Business Administration. Graf ist freiberuflich als Autorin tätig und lebt mit ihrem Mann und zwei Kindern in Wandlitz.

## Schaffen
Gemeinsam mit Katja Seide schreibt Danielle Graf seit 2013 den Blog Das gewünschteste Wunschkind aller Zeiten treibt mich in den Wahnsinn. Seit 2018 erscheint der gleichnamige Podcast, der von RTL+ produziert wird.
Unter dem Namen Das gewünschteste Wunschkind aller Zeiten treibt mich in den Wahnsinn erschienen im Beltz-Verlag bisher vier Ratgeber, von denen drei SPIEGEL-Bestseller wurden. Der entspannte Weg durch Trotzphasen wurde mittlerweile in 14 Sprachen übersetzt.
Danielle Graf ist außerdem Autorin einer Bilderbuchreihe, in denen den Protagonisten verschiedener ethnischer Herkunft kein Geschlecht zugeordnet ist und Inklusion und Diversität eine große Rolle spielen, ohne dass dies explizit dargestellt wird. Bisher sind fünf Kinderbücher von Graf und Seide im Verlag Beltz und Gelberg erschienen.
Als Autorin schreibt Danielle Graf u. a. für den Tagesspiegel, den Focus, das Hebammenmagazin oder die Zeitschrift "Kinderschutz aktuell" des Kinderschutzbundes.
Graf ist außerdem Referentin für die Fachkräfte- und Elternbildung bei Veranstaltungen und Kongressen.

## Werke
- Das gewünschteste Wunschkind aller Zeiten treibt mich in den Wahnsinn: Der entspannte Weg durch Trotzphasen Beltz, Weinheim 2016, ISBN 978-3-4078-6422-2.

- Das gewünschteste Wunschkind aller Zeiten treibt mich in den Wahnsinn: Gelassen durch die Jahre 5 bis 10 Beltz, Weinheim 2018, ISBN 978-3-4078-6504-5.

- Das gewünschteste Wunschkind aller Zeiten treibt mich in den Wahnsinn: Der Familienplaner 2020: Der Familienplaner. Beltz, Weinheim 2018.

- Das gewünschteste Wunschkind aller Zeiten treibt mich in den Wahnsinn: Das Geschwisterbuch Beltz, Weinheim 2020, ISBN 978-3-4078-6578-6.
- Das gewünschteste Wunschkind aller Zeiten treibt mich in den Wahnsinn: Babys verstehen und gelassen begleiten Beltz, Weinheim 2023, ISBN 978-3-4078-6766-7.

- Baby ist da Beltz und Gelberg, Weinheim 2020, ISBN 978-3-4077-5808-8.

- Alex, abgeholt! Beltz und Gelberg, Weinheim 2021, ISBN 978-3-4077-5837-8.

- Das gewünschteste Wunschkind aller Zeiten treibt mich in den Wahnsinn: Trotzsituationen entspannt begegnen. 60 Praxiskarten für Eltern Beltz und Gelberg, Weinheim 2021.

- Das gewünschteste Wunschkind aller Zeiten treibt mich in den Wahnsinn: Die Bestseller-Sammelbox plus exklusivem Familien-Inspirationsbuch Beltz, Weinheim 2022, ISBN 978-3-4078-6747-6.
- Baby ist da Beltz und Gelberg, Weinheim 2020, ISBN 978-3-4077-5808-8.
- Alex, abgeholt Beltz und Gelberg, Weinheim 2021, ISBN 978-3-4077-5837-8.

- Maxi, beeil Dich! Beltz und Gelberg, Weinheim 2022, ISBN 978-3-4077-5627-5.

- Ab nach Hause, Luca! Beltz und Gelberg, Weinheim 2023, ISBN 978-3-4077-5706-7.
- Morgen ist es soweit, Charlie! Beltz und Gelberg, Weinheim 2025, ISBN 978-3-4077-5992-4.